# 桑迪利亚诺
桑迪利亚诺（義大利語：Sandigliano），是意大利比耶拉省的一个市镇。总面积10平方公里，人口2790人，人口密度279.0人/平方公里（2009年）。ISTAT代码为096059。